# Леонтьев, Виктор Анатольевич
Ви́ктор Анато́льевич Лео́нтьев (род. 27 апреля 1940) — советский гимнаст, призёр Олимпийских игр. Мастер спорта СССР.

## Биография
Родился в 1940 году в Москве.
В 1961 году стал чемпионом СССР в опорном прыжке и завоевал три серебряных медали чемпионата Европы. В 1962 году стал серебряным призёром чемпионата мира.
В 1963—1965 был чемпионом СССР в упражнениях на кольцах, а в 1964 году завоевал серебряную медаль Олимпийских игр в Токио.